# Jakša

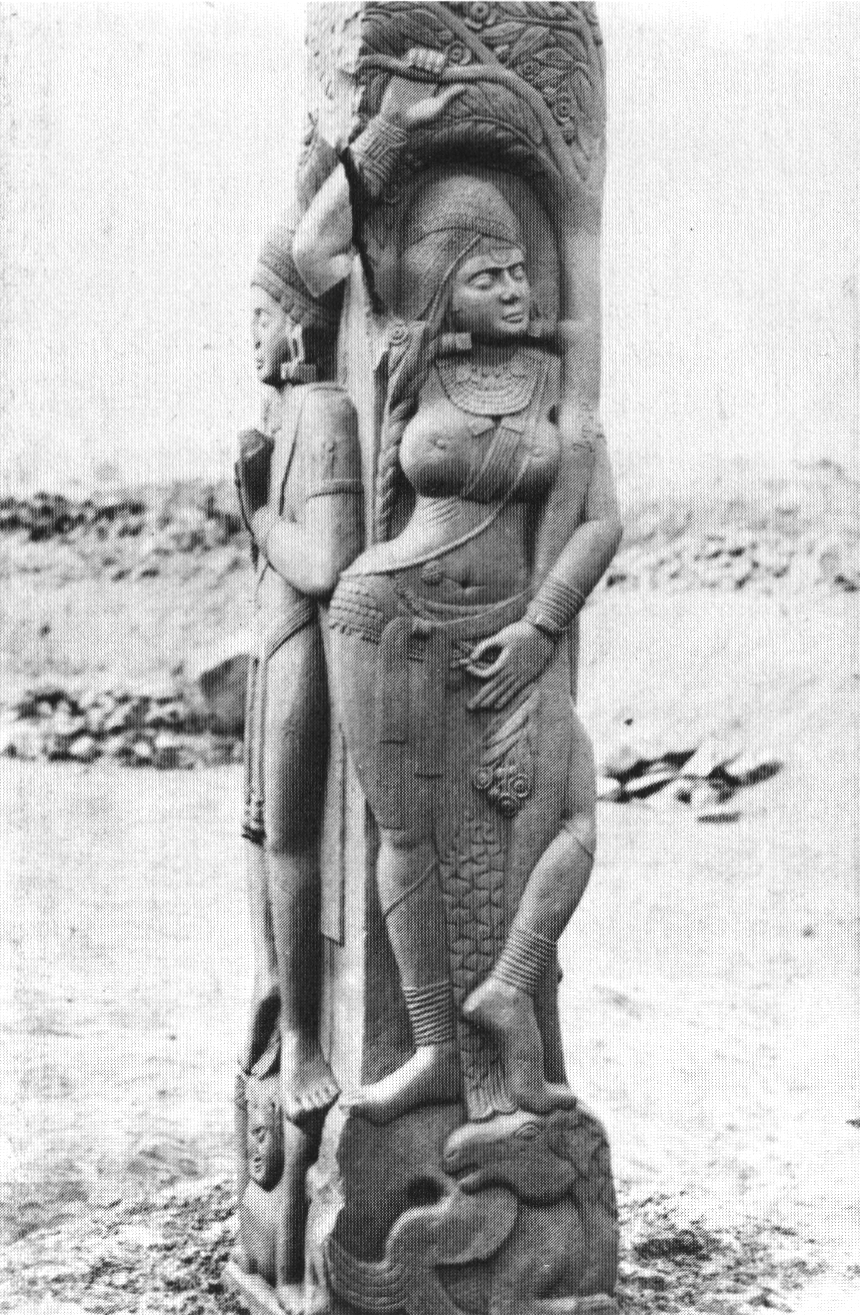
Socha jakšíní v indické oblasti Bhárhut

Jakšové jsou v hinduismu, buddhismu a džinismu skupina polobožských bytostí. Jsou uctíváni v lokálních kultech lidového náboženství jako ochránci obcí, měst, okresů, jezer či pramenů a bývají jim stavěny malé svatyně. Vládnou mocnou magií a schopností změny podoby. Obecně bývají považováni za dobrotivé, ale mohou být také zlomyslní, šibalští či sexuálně draví. V džinismu jsou ochránci tírthankarů. Jejich původ je v hinduismu odvozován od Brahmy, jsou považováni stejně jako rákšasové za děti mudrce Kašjapy a bohyně Khasy, či jsou dětmi svého krále Kuvéry a jeho manželky Hárítí.
Mezi jakši náleží také jejich král, bůh bohatství a pokladů Kuvéra, který společně s nimi, poté co byl vypuzen svým nevlastním bratrem Rávanou z Lanky, žije na hoře Alaka v Himálaji, a mezi jakši náleží i jeho manželka. Jakšové, společně s podobnými bytostmi zvanými guhjakové, kterým také vládne Kuvéra, střeží zlato, stříbro a drahé kameny skryté pod zemí či v kořenech stromů. V jiných zdrojích je uváděno, že žijí v podsvětí zvaném Pátála.
Kult jakšů, stejně jako hadích lidí nágů a bohyň plodnosti a země, může mít původ v kultech domorodých obyvatel Indie před příchodem Indoárjů, které se staly součástí védského náboženství a hinduismu. V hinduistickém a buddhistickém umění patří jejich vyobrazení k nejstarším, přičemž ta nejspíše ovlivnila pozdější vyobrazení bohů, bódhisattvů i pomocníků bohů a králů. Bývají zobrazováni se zvířecími tvářemi, v trpasličí velikosti či trpaslíky doprovázeni či společně s dětmi, někdy jako žena pod jejímž dotykem strom plodí listy a květy, ale také jako postavy držící architektonické výjevy či mísy.
Ánanda Kumárasvámí vyložil jejich jméno jako „zázračný duch“. Manželky jakšů jsou nazývány jakší či jakšiní.